# Kazutake Kōra

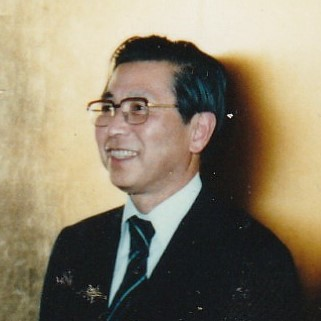
Kōra, 1981

Kazutake Kōra (japanisch 高良 和武, Kōra Kazutake; eigene Romanisierung: Kazutake Kohra; geboren 1. September 1921 in Kagoshima; gestorben 30. Januar 2019) war ein japanischer Naturwissenschaftler und später auch Wissenschaftsorganisator.

## Leben und Wirken
Kazutake Kōra schloss 1948 sein Studium an der Universität Kyūshū ab. 1957 wechselte er an die Universität Tōkyō.

### Lehrtätigkeit
Lehrstuhl für Kristallographie im Department of Applied Physics, Faculty of Engineering der Universität Tokyo. 1986 Verabschiedung als „Meijo Kyōju“

### Photon Factory

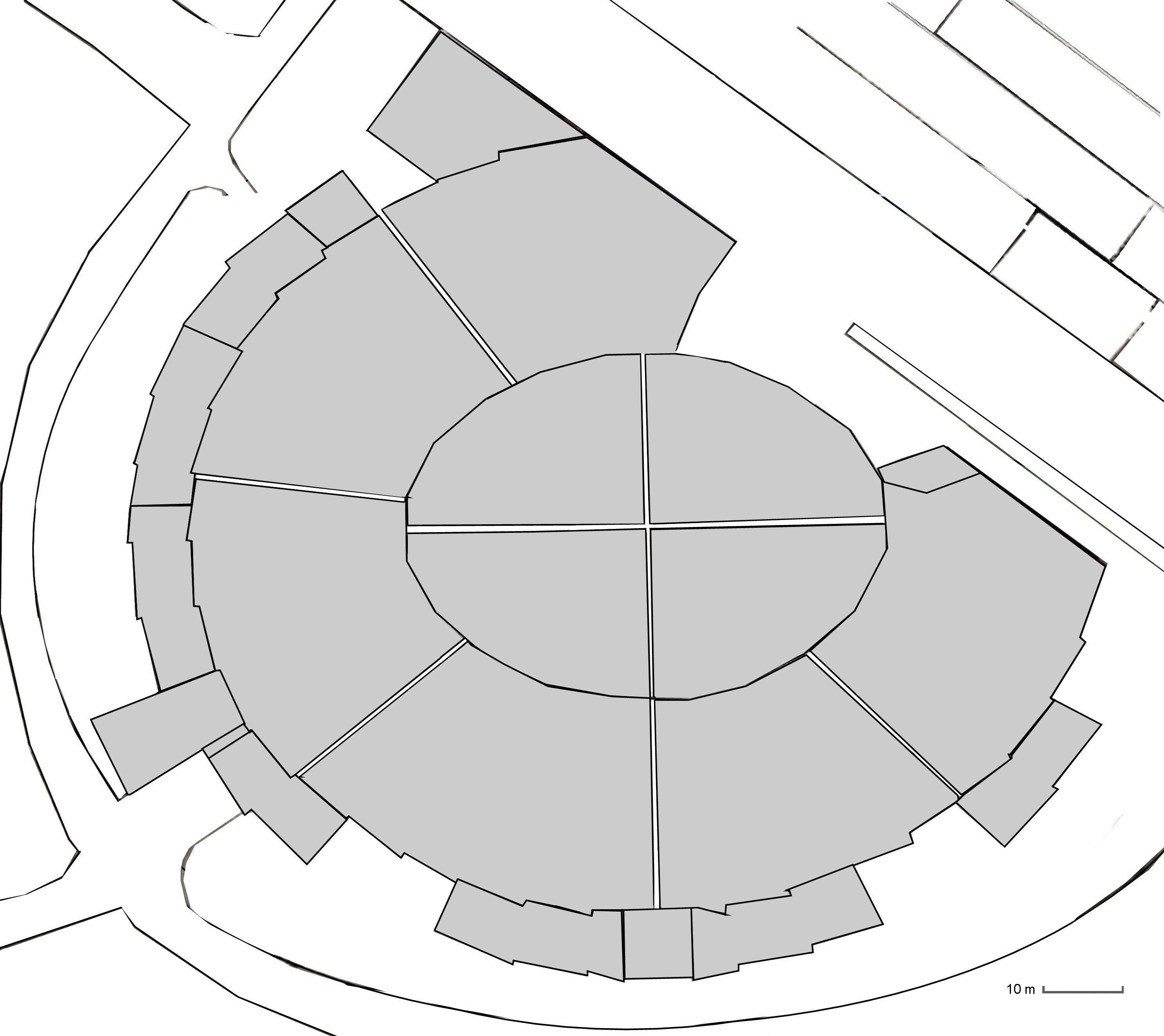
Photon Factory, Tsukuba

Kōra plante, angeregt durch die Entwicklungen in Europa, einen starken Photonen-Generator, traf dabei auf Widerstand von Kollegen, die gegen solche Großprojekte eingestellt waren, ihre wirkliche Nutzung als gemeinsame Forschungseinrichtung in Zweifel zogen. Er suchte mehr als 40 Mal das Kultusministerium auf, um sein Vorhaben zu erklären und umzusetzen. Im April 1978 konnte endlich mit dem Bau begonnen werden. Kōra war dann Gründungsdirektor der „Photon Factory“ am KEK in der Wissenschaftsstadt Tsukuba, an der im März 1980 die ersten Experimente durchgeführt werden konnten.

### Weitere Aktivitäten
Als Kōra Anfang der 1970er Jahre in die auf der grünen Wiese errichtete Wissenschaftsstadt Tsukuba kam und die Photon Factory aufbaute und leitete, begann er sich um die Ausbildung der dortigen Bevölkerung zu kümmern. So war er an der Gründung einer Fachhochschule beteiligt, die dann als „Tsukuba College of Technology“ (筑波技術短期大学, Tsukuba gijutsu tanki dagaku) 1990 ihre Arbeit aufnahm und die 2010 zur „Tsukuba University of Technology“ (筑波技術大学, Tsukuba gijutsu daigaku) aufgewertet wurde.
Als Beispiel für Kōras breites Interesse sei sein Vortrag mit dem Titel „Situation of ,Human Potential Science‘ and Its Societies“ erwähnt, mit dem er auf dem 16. Symposium der International Society of Life Information Science (ISLIS) in Osaka eine Sitzung einleitete.

## Kōra und Deutschland
Von September 1955 bis Dezember 1957 arbeitete Kōra als Gastforscher Forschungsaufenthalt am Fritz-Haber-Institut der Max-Planck-Gesellschaft in Westberlin. Auf Grund der während dieser Zeit gemachten Erfahrungen wendete sich Kōra noch zuletzt 1997 in dem einleitenden Beitrag einem Band der Zeitschrift „Notizen zur Grundlagenforschung“ an seine Kollegen mit dem Rat, sich – wie in Deutschland üblich – mehr Zeit zu nehmen für Grundlagenforschung und nicht gleich sich auf die Bearbeitung sehr spezieller Themen zu konzentrieren. In den 1970er Jahren hielt sich Kōra auf Einladung von Renninger als Gastprofessor am Kristallographischen Institut der Universität Marburg auf. In 1990er Jahren war Kōra noch einmal in Deutschland, diesmal auf Einladung zu einer Tagung im Magnus-Haus in Berlin.

## Leitende Funktionen
- 1969 bis 1971 Mitglied der „Commission on Crystallographic Teaching“ der „International Union of Crystallography (IUCr)“
- 1972 Mitglied des Vorbereitungskomitees für den 9. Kongress der IUCr
- 1972 bis 1974 Präsident der „Crystallographic Society Japan“, CSJ (日本結晶学会; Nihon Kesshō Gakkai)
- 19?? bis 1980 Präsident der „Forschungsvereinigung Tsukuba“ (筑波研究学園, Tsukuba Kenkyū Gakuen)
- 1998 1. Präsident und Ehrenpräsident der „Japan Society of Internship and Work Integrated Learning“ (日本インターンシップ学会, Nihon Intānshippu Gakkai)

## Publikationen
- K. Kohra: Theorie der Röntgen-Kristallographie – Theorie und Wirklichkeit (X線結晶学の理論と実際, X-sen kesshōgaku no riron to jissai), 1960, 1963.
- K. Kohra, Kikuchi;: Technik der Röntgenstrahlbeugung (Aus der Serie Experimente in der technischen Physik 10) (物理工学実験 10, 1979 (X線回折技術, X-sen kaisetsugijutsu)).
- K. Kohra u. a. (Hrsg.) Praktische Anwendung der Synchrotronstrahlung (実用シンクロトロン放射光, Jitsuyō Shinkurotoron hoshakō), Nikkan Kōgyō Shimbun, 1997, ISBN 4-526-04067-3.
- K. Kohra: Eine Reise in die Zukunft (未来への旅, Mirai eno tabi). 1998.
- K. Kohra: Die neue Universität (新しい大学, Atarashii daigaku). 2002, ISBN 4-915834-35-2.
- K. Kohra (Hrsg.): Internship and Career. (インターンシップとキャリア) Gakubunsha, 2007, ISBN 978-4-7620-1695-0.